# Maria Karolina Burbon-Sycylijska
Maria Karolina Józefina Ferdynanda Burbon-Sycylijska wł. Maria Carolina Giuseppina Ferdinanda di Borbone, principessa delle Due Sicilie (ur. 21 lutego 1856 w Neapolu, zm. 7 kwietnia 1941 w Warszawie) – księżniczka Obojga Sycylii, hrabina Zamoyska.
Jej ojcem był Franciszek Burbon-Sycylijski a matką Maria Izabella Habsburg. W dniu 19 listopada 1885 w Paryżu poślubiła polskiego hrabiego Andrzeja Przemysława Zamoyskiego (1852-1927) i miała z nim siedmioro dzieci:
- hrabina Maria Józefa Zamoyska (1887-1961)
- hrabia Franciszek Józef Zamoyski (1888–1948)
- hrabia Stanisław Zamoyski (1889–1913)
- hrabina Maria Izabella Zamoyska (1891–1957)
- hrabina Maria Teresa Zamoyska (1894–1953)
- hrabina Maria Karolina Zamoyska (1896-1968)
- hrabia Jan Kanty Zamoyski (1900-1961)[1]

W 1929 odznaczona została Orderem Królowej Marii Luizy.